# Antonín Machek
Antonín Machek (aussi appelé Anton Machek), né le 31 octobre 1775 à Podlažice (de) et mort le 18 novembre 1844 à Prague, est un peintre tchèque.

## Biographie
Antonín Machek naît le 31 octobre 1775 à Podlažice.
Fils d'un musicien, il est envoyé à Prague, où il devient l'élève de Wenzel, de Bluma et Ludwig Kohl; il reste un an à l'Académie des beaux-arts de Vienne, en 1798. Il peint, à Kœniggratz, deux tableaux d'autel pour la chapelle de Grast, et travaille aussi pour la résidence épiscopale. Il parcourt la Bohème, vivant de son talent de portraitiste, et se fixe à Prague en 1806.
Il est considéré comme le plus grand portraitiste de Bohême au cours des quarante dernières années de sa vie, et la plupart de ses œuvres se trouvent maintenant à la Galerie nationale de Prague.
Antonín Machek meurt le 18 novembre 1844 à Prague.